# 정인섭
정인섭(鄭寅燮, 일본식 이름: 東原寅燮히가시하라 인쇼, 1905년 3월 31일 ~ 1983년 9월 16일)은 한국의 문학평론가, 번역문학가, 영문학자이다. 일제강점기부터 어린이 운동 부문에서도 활동했다. 호는 눈솔이며 필명으로 설송(雪松), 화장산인(花藏山人)을 썼다.

## 생애
경상남도 울주군 출신이다. 일본에 유학하여 1929년 와세다 대학 영문과를 졸업했다. 1922년 색동회에 발기인으로 참가하고 잡지 《어린이》에 동시와 동화를 발표한 것을 시작으로 창작 활동과 문예운동에 뛰어들었다.
1926년에는 이하윤, 김진섭 등과 함께 해외문학연구회를 조직하여 해외문학파를 형성하였다. 해외문학연구회의 기관지인 《해외문학》에 에드거 앨런 포와 조지 버나드 쇼를 논하는 평론을 발표하면서 본격적인 평단 활동을 시작하였다.
1930년대 중반까지 활발한 평론 발표로 대표적인 해외문학파 평론가로서 활동하였으며, 특히 외국 이론의 단순한 소개에 그치지 않고 해외문학파가 카프 계열의 계급주의 문학과 우파 민족주의 문학과 함께 문단을 삼분하는 것으로 자평하면서 하나의 문학적 유파를 자처하였다. 〈조선 현 문단에 소(訴)함〉(1931)이라는 평론에는 이러한 해외문학파의 관점이 잘 드러나 있고, 한국의 프롤레타리아 문학 운동이 일본 프롤레타리아 운동을 단순히 모방하는 데 그치면서 한국적 특수성을 무시하고 있다는 점을 비판하고 있다.
귀국한 뒤에는 연희전문학교 교수로 근무하면서 1931년 유치진 등과 함께 극예술연구회를 창립하는 데 참가해 신극 운동에 관심을 보였다. 1932년 송석하, 손진태와 함께 조선민속학회를 창립하였고, 조선어학회와 한글맞춤법통일안 제정에도 참여하는 등 다양한 활동을 펼쳤다.
일제 강점기 말기에 조선문인협회의 간사, 상무간사 등을 지내며 친일 평론을 발표한 일이 있다. 1938년부터 시작된 그의 적극적인 친일 활동은 1941년 일제가 미국을 침략하면서 시작된 태평양전쟁과 그 이듬해 싱가포르가 함락될 즈음에 절정을 이루었다. 이 시기에 그가 보인 친일 활동 유형에는 ‘문필을 통한 친일활동, 강연과 좌담회를 통한 친일활동, 일본군 위문‧학병지원과 신사 근로봉사 활동, 친일단체 활동’ 등이 있었다. 이를 다시 성격별로 살펴보면 ‘식민지지배와 침략전쟁의 미화‧선전, 침략전쟁에 협조, 민족정신의 말살’로 나눌 수 있다. 1940년 《매일신보》에 실은 〈애국문학의 제창〉을 시작으로 태평양 전쟁 지원을 위한 순회강연에 참가한 뒤 이를 기록으로 남기는 등 다수의 친일 글이 남아 있다.
광복 후에는 서울대학교 대우교수와 중앙대학교, 한국외국어대학교 대학원장 등을 역임하며 시인이자 영문학자로 활동했고, 한국 시의 영어 번역에 주력했다. 국제펜클럽 한국본부 위원장을 지냈으며, 《영역 한국시선》으로 제4회 번역문학상을 수상하였다.

## 사후
- 2002년 발표된 친일 문학인 42인 명단과 2008년 발표된 민족문제연구소의 친일인명사전 수록예정자 명단에 모두 들어 있다.
- 연세대학교와 서울대학교 교수를 지내 연세대의 교내 단체인 민주노동당 학생위원회가 2005년 공개한 '연세대학교 친일파 명단'과 서울대 교내 단체가 발표한 '서울대학교 출신 친일인물 1차 12인 명단'에 선정되었다.[4][5]
- 친일반민족행위진상규명위원회가 발표한 친일반민족행위 705인 명단에도 포함되었다.

- 색동회는 어린이 문화 운동에 공이 큰 사람이나 단체를 대상으로 정인섭의 호를 딴 눈솔상을 제정하여 시상하고 있다.

## 같이 보기
- 색동회

## 참고 자료
- 권영민 (2004년 2월 25일). 《한국현대문학대사전》. 서울: 서울대학교출판부. 858~859쪽쪽. ISBN 89-521-0461-7.
- 색동회 - 색동회 연혁